# Dryocampa rubicunda
Anisote de l'érable
Genre
Espèce
Dryocampa rubicunda, l'anisote de l'érable, est une espèce de lépidoptères (papillons) appartenant à la famille des Saturniidae, à la sous-famille des Ceratocampinae. C'est la seule espèce du genre monotypique Dryocampa.
Le nom français, Anisote de l'érable, est de genre féminin.
- Répartition : États-Unis et Canada.

## Taxonomie
Arthropoda > Hexapoda > Insecta > Lepidoptera > Bombycoidea > Saturniidae > Ceratocampinae > Dryocampa > rubicunda

## Étymologie
Du grec Dryo : "chêne" ; et Campa : "chenille" : chenille du chêne.
Rubicunda : du latin : "rubicond" (c'est-à-dire très rouge).

## Description
Papillon nocturne attiré par la lumière, mesurant de 32 à 55 mm, les deux faces des ailes présentent du jaune  et rose, toutefois la coloration est très variable et peut être très pâle, presque blanche. Le corps très poilu.
Dimorphisme : les femelles sont plus grandes que les mâles.
Antennes : plumeuses chez le mâle, filiformes chez la femelle.
Défense : mimétisme avec la samare de l'érable.
Chenille : La chenille est verte et rayée sur le sens de la longueur. Elle porte deux cornes noires qui ressemblent à des antennes près de la tête rouge cerise. Elle mesure jusqu’à 5,5 cm de long.

## Reproduction
Les papillons s’accouplent le jour même de leur émergence, et les femelles pondent de 150 à 200 œufs jaune pâle par groupe de 10 à 30 qu’elles déposent sous les feuilles des arbres-hôtes : des érables (érable rouge, érable à sucre, érable argenté), des chênes et des hêtres.
L’éclosion a lieu après environ deux semaines : au début, les chenilles grégaires s’alimentent en groupe, mais elles deviennent solitaires au dernier stade larvaire, puis une fois matures, s’enfouissent dans le sol pour se transformer en chrysalides. Selon la latitude et la période de l’année, l’insecte peut passer l’hiver sous forme de chrysalide pour se transformer en adulte au printemps suivant.
Cette espèce produit deux ou trois générations par année dans le sud de son aire de répartition, et seulement une plus au nord.